# Annamaria Samassa
Annamaria Samassa (Forni Avoltri, 1942) è un'ex fondista italiana.

## Biografia
Originaria di Collina di Forni Avoltri, gareggiò per lo Sci club Sappada dal 1959 al 1971. Dopo aver vinto due titoli juniores nel 1959 e nel 1960, in carriera si è aggiudicata quattro titoli italiani individuali e cinque in staffetta; si è ritirata dalle gare nel 1971. Non prese mai parte né a Giochi olimpici invernali, né a Campionati mondiali.

## Palmarès

### Campionati italiani
- 12 medaglie[1]:
  - 9 ori (staffetta nel 1963; 10 km, staffetta nel 1965; 5 km nel 1966; 5 km nel 1967; 5 km, staffetta nel 1969; 5 km, staffetta nel 1970; staffetta nel 1971)
  - 3 argenti (10 km nel 1963; staffetta nel 1966; 5 km nel 1971)